# Panane
Ponnani, ou Panane (em português), é um município  no estado de Querala, na Índia. Está situada no estuário de Rio Panane (Ponnani, Bharatappuzha), na margem sul, e é delimitado pelo Mar da Arábia no oeste e uma série de lagoas salobras no sul. O  Canal Ponnani divide a cidade de Panane. 
Na Idade Média, sob os ambiciosos chefes hindus de Kozhikode (os Samutiris / Zamorins), Ponnani se desenvolveu como um dos mais importantes centros de comércio muçulmano - tanto no exterior quanto no mercado doméstico - no mar da Arábia. O porto também serviu como quartel-general militar dos governantes de Calecute. Com a chegada dos exploradores portugueses no final do século XV, a cidade testemunhou várias batalhas entre os almirantes de Calecute e os portugueses pelo monopólio do comércio de especiarias. Sempre que uma guerra formal ocorreu entre os portugueses e os governantes de Calecute (Kozhikode), os portugueses atacaram e saquearam, conforme a oportunidade oferecida, o porto de Ponnani. As batalhas implacáveis levam ao eventual declínio do assentamento, com êxodo dos mercadores do Médio Oriente e dos governantes que o protegiam. Atualmente, Panane é um dos principais centros pesqueiros de Querala .    
A cidade de Panane também deu suporte ideológico às lutas contra o Estado da Índia. Era a casa da venerada família Makhdum. Membros proeminentes desta família iemenita de teólogos islâmicos incluíam Zain-ud-Din Makhdum I (1467 - 1521) e seu neto Zain-ud-Din Makhdum II (1530 - 1581). Makhdum II é conhecido pela sua formidável crónica histórica Tuhfat al-Mujahidin ("Glória à Vitória de Mujahidun", c. 1583), impressa e publicada pela primeira vez em Lisboa . Uma cópia desta edição foi preservada na biblioteca da Universidade Al-Azhar, Cairo .    
A mesquita Ponnani Jum'ah Masjid, também conhecida como Valiya Jum'ah Palli / Makhdum, foi construída no século XVI. Ponnani, antes conhecida como a "Pequena Meca de Malabar" e " Jami'at al-Azhar de Malabar", foi um importante centro de aprendizagem islâmica. É sabido que estudantes de lugares distantes como Sumatra, Java e Sri Lanka viajaram para Ponnani para sua educação espiritual.    A cidade foi descrita em muitas fontes como "a terra das 23½ mesquitas". Atualmente, possui cerca de 50 mesquitas, espalhadas pela cidade. 
Durante os meses de fevereiro e março, um grande número de aves migratórias se aglomeram em Panane (nas praias de Ponnani e Patinjarekkara). A escrita Panane usada para escrever Malabar, foi originada em Ponnani. 

## Nome

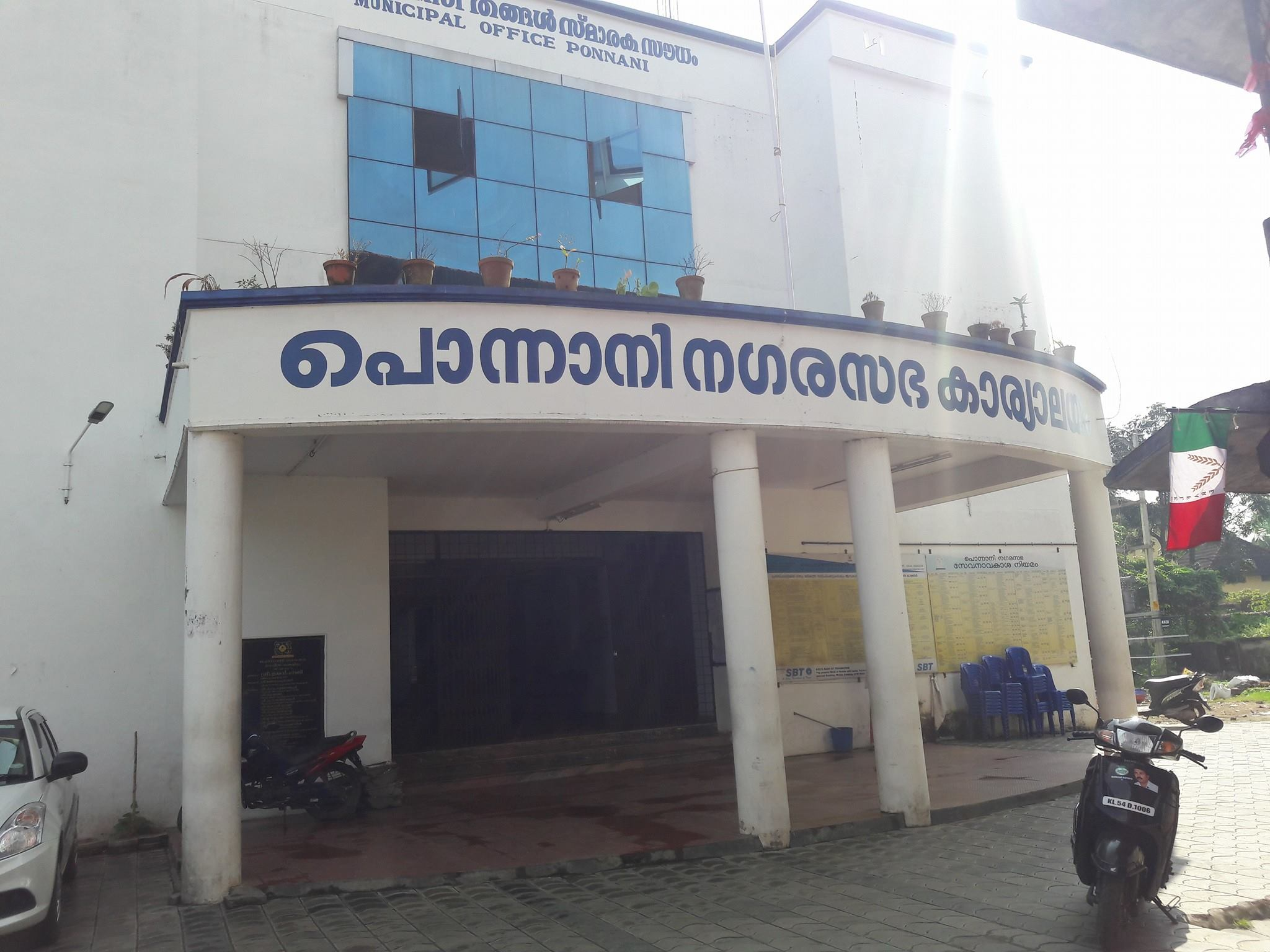
Prefeitura de Ponnani

Panane teve diversas designações além de Ponnaniː 
- Ponani / Paniyani: Empresa Britânica / das Índias Orientais
- Ponam: os marinheiros chineses [8]
- Funan: os mercadores árabes
- Panane / Pananie / Pananx: os escritores e marinheiros portugueses e espanhóis [9]
- Panane / Panany: a Companhia Holandesa das Índias Orientais [10]
- Pagnany / Pagniany: the French Sailors [11]

## História

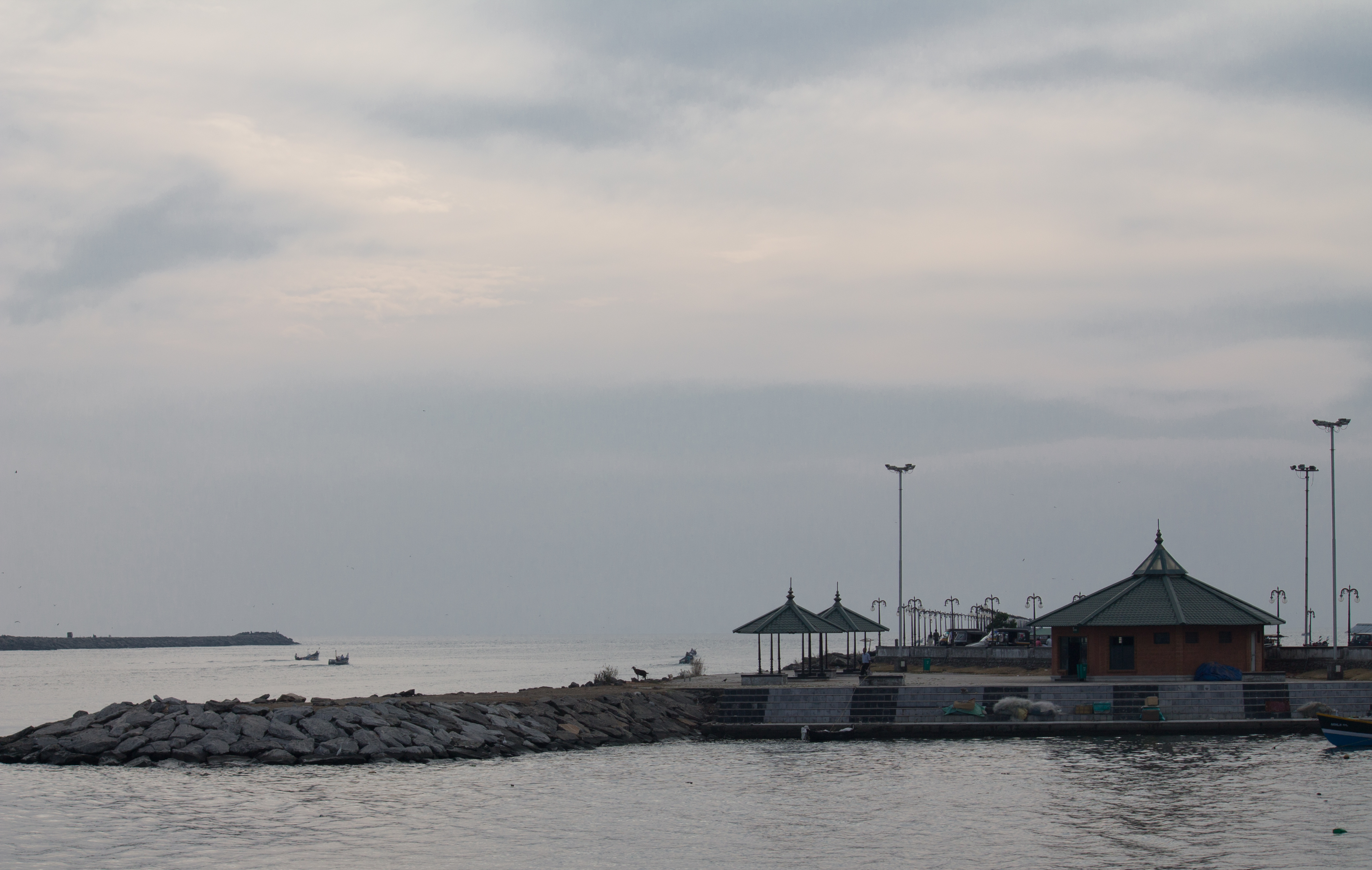
Porto de Ponnani em 2012

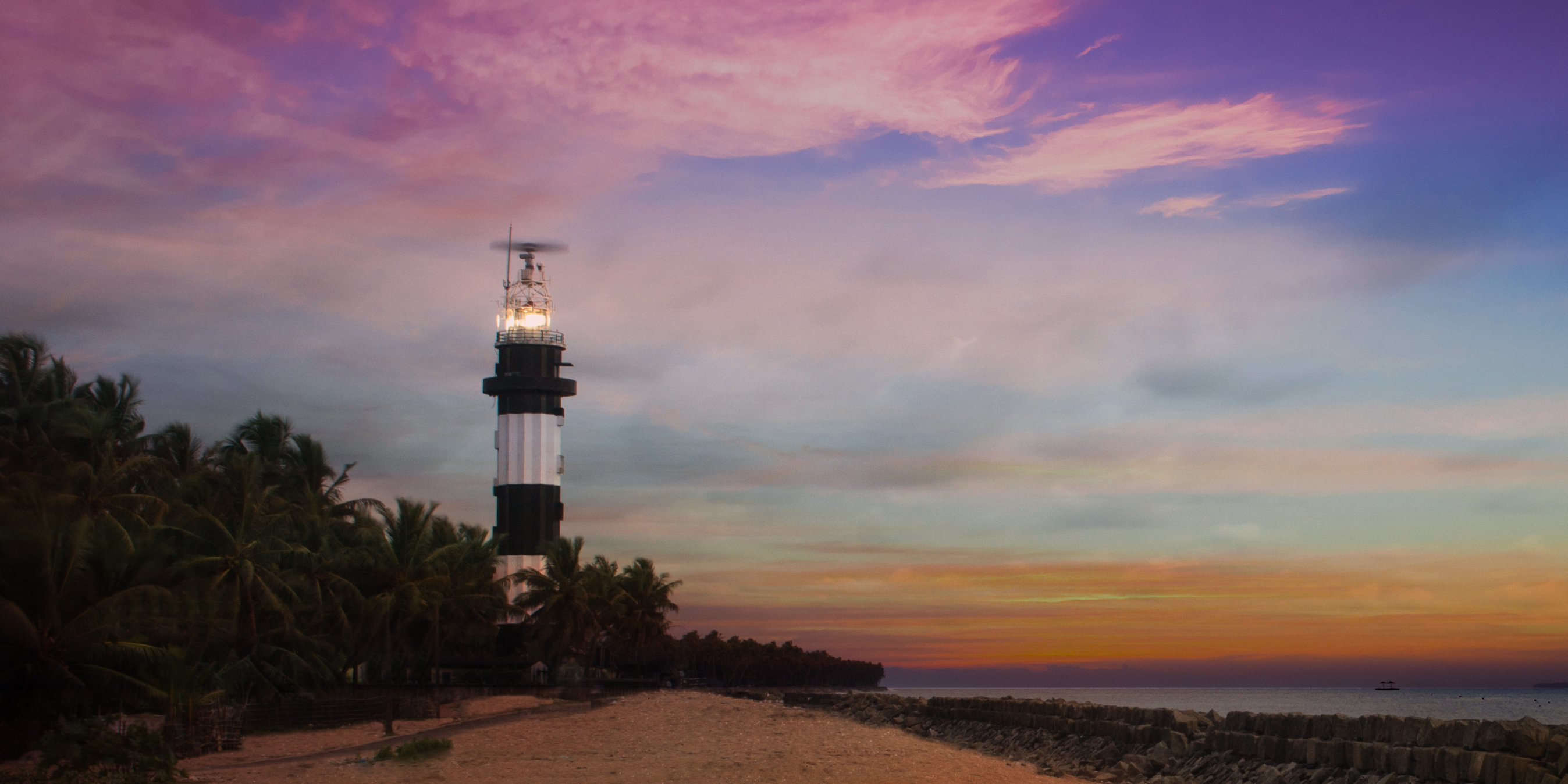
Farol em Ponnani

A natureza pré-histórica e histórica inicial (século II a.C. - III d.C.) está envolta em mistério. Sua localização no estuário do Bharatappuzha em meio às planícies férteis adequadas para o cultivo de arroz pode ter atraído os primeiros colonizadores. É sabido que a foz do rio - situada em frente às planícies de Coimbatore através das montanhas Gates - foi usada pelos governantes do centro de Tamil Nadu. 
Mesmo no Séc. XX, Panane serviu como o principal fornecedor de arroz para os postos avançados portugueses na Índia. Durante todo o domínio colonial, as cargas de arroz de Panane foram enviadas para a Costa Oeste. O tabaco foi a outra grande mercadoria exportada de Panane para Goa . 

### Era pré-portuguesa: o centro do comércio muçulmano
Panane ficava sob o controle dos brâmanes de "Tirumanasseri Natu", com proteção do chefe Vellattiri (Valluvanatu / Angatippuram ), na época medieval. Mais tarde, o Tirumanasseri Namputiri entregou o porto Ponnani aos Samorins de Calecute. Chegou-se a um acordo entre o brâmane e os samorins, pelo que o primeiro foi obrigado a proteger os interesses dos últimos contra os chefes vizinhos de Valluvanatu (Malabar do Sul) e Perumpatappu ( Cochim ). 
À medida que a autoridade política de Calecute se estendia ao Malabar do Sul e Cochim, os samorins passaram a residir cada vez mais em Panane (Palácio de Trikkavil, ao sul do templo atual). A cidade portuária gradualmente se tornou a segunda casa dos chefes de Cojicotu. Por volta do século XV, Panane serviu como capital militar dos samorins de Calecute. A cidade também hospedou o maior arsenal dos governantes de Calecute. O porto de Panane era defendido por fortificações nas duas margens do rio. 
- Na altura da chegada de Vasco da Gama e da sua frota portuguesa a Calecute o samorim residia em Panane. [13]

### Era portuguesa

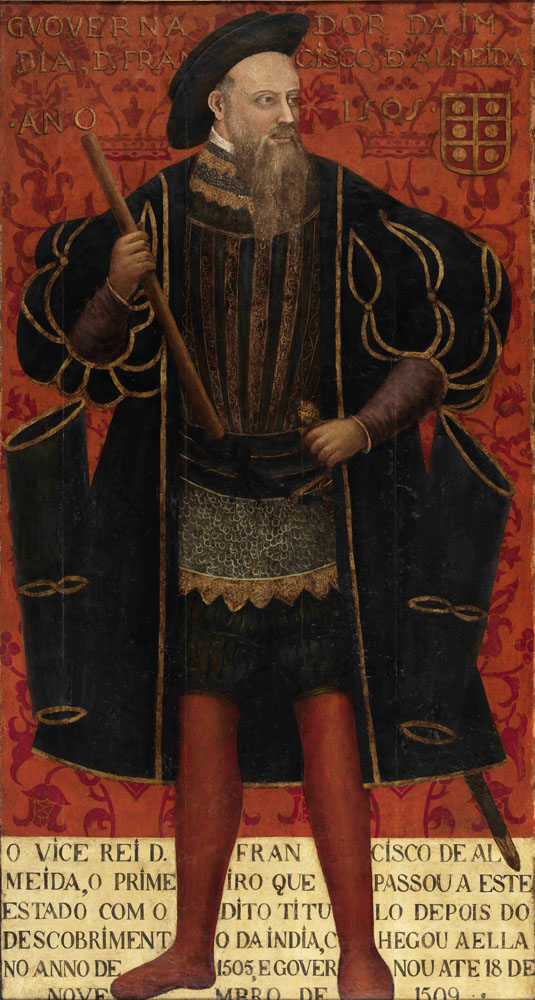
Francisco de Almeida, vice-rei da Índia portuguesa, invadiu Panane em novembro de 1507.

No século XVI, Ponnani testemunhou várias batalhas entre chefes navais de Calecute, conhecidos como Kunhali Marakkars, e os colonizadores portugueses.  Sempre que uma guerra formal estourou entre os portugueses e os governantes de Calecute, os portugueses atacaram e saquearam, conforme a oportunidade oferecida, o porto de Panane. 
De acordo com alguns historiadores, a casa ancestral da família Kunhali Marakkar era em Panane. Com o passar do tempo, eles se espalharam por Tanur e outros povoados da costa oeste. Os Kunhalis mudaram sua base para Putupattanam quando Francisco de Almeida atacou Panane (1507).   Há outra visão sobre a origem dos Kunhali Marakkars. De acordo com essa tradição, eles eram descendentes de um comerciante muçulmano chamado Muhammmad que negociava em Cochin . Muhammad e seu irmão foram forçados a deixar Cochim e se estabelecer em Panane após a ocupação portuguesa, que resultou na destruição dos seus navios e armazéns. Os Marakkars mais tarde mudaram sua base para Calicute quando Panane foi saqueada por Menezes (1525), oferecendo ajuda aos samorins na luta contra os portugueses. Kutti Pokkar, um capitão da frota de Pattu Marakkar (Kunhali Marakkar III), era natural de Panane.  
Panane é geralmente considerada a capital militar dos samorins de Calecute. Para um ataque a Cochim em 1500, o samorim parece ter reunido um enorme exército de 50.000 Nairs em Panane.  Está amplamente escrito que os muçulmanos estavam prontos para defender o bastião de Panane com a vida ("morrer como mártires"). 
É sabido que grande número de homens e navios de Panane participaram na batalha contra os portugueses na costa de Cananor em 16 de março de 1506. Além dos muçulmanos nativos, a Frota de Calecute de cerca de duzentos navios de grande porte transportava grande número de soldados turcos "de casacas vermelhas". Lourenço de Almeida foi capaz de derrotar essas forças combinadas e cerca de 3.000 muçulmanos foram mortos na batalha. A perda portuguesa foi insignificante. 

#### Ataque de Almeida
No final do ano 1507, o vice-rei Francisco de Almeida foi informado de que uma coluna de 13 navios muçulmanos tinha levado carga - principalmente especiarias - de Panane e estava prestes a partir para o Mar Vermelho . O vice-rei decidiu imediatamente encurralar a frota. A decisão talvez tenha sido tomada no sentido de recuperar o prestígio português perdido com os incidentes ocorridos em Angediva e Dabul . O próprio Almeida comandou a frota de 12 navios composta por quatro naus, seis caravelas e duas galés. A frota contava com cerca de 6.000 soldados europeus, liderados por um conjunto de nobres como Pero Barreti, Diogo Pires, Lourenço de Almeida e Nuno da Cunha, filho de Tristão da Cunha e um punhado de Nairs de Cochim. 
Na época, Panane era defendida por uma forte bateria de artilharia (quarenta canhões) e vários navios bem armados comandados por Kutti Ali. Kutti Ali de Panane era um poderoso capitão da Frota Samorim, tendo com ele mais de 7000 homens armados. O porto era protegido por fortificações de cada lado das entradas. Os escritores portugueses mais tarde registaram que "os homens ficaram bastante assustados com as orações e gritos do inimigo" quando se aproximaram do porto. Tristão da Cunha derrotou as forças muçulmanas (24 de novembro de 1507) no confronto subsequente. Dezoito portugueses foram mortos no assalto. Lourenço, filho do vice-rei, foi ferido pelos muçulmanos e a luta foi encarniçada.  Navios muçulmanos foram queimados e os portugueses apreenderam as suas armas e munições. As mercadorias que estavam prontas para serem despachadas para o Mar Vermelho também foram assumidas pelos portugueses. A cidade de Panane foi saqueada, queimada e destruída.  
As defesas do Porto Panane foram reparadas e reforçadas após este evento.   Consta que Kunhali Marakkar I, assistido por Kutti Ali e Pacchi Marakkar, posteriormente construiu uma base naval em Panane. Kutti Ali enviou raides de ataque de Panane a Cochim e frotas de reforço a Calicute.  

#### Ataque de Meneses

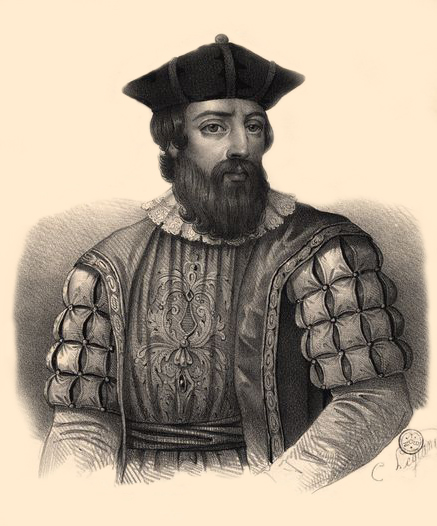
O vice-rei Henrique de Meneses conquistou Ponnani em 1525.

O vice-rei português Henrique de Meneses apareceu na costa de Panane em 25 de fevereiro de 1525 com uma frota de 50 navios, incluindo 19 fornecidas pelo chefe de Purakkad . Depois de uma missão mal sucedida em Cochim, o exército Samorim estava acampado em Panane. Meneses mandou inicialmente alguns soldados à costa em busca de água e provisões, mas foram atacados e rechaçados.  
Na manhã seguinte (26 de fevereiro), os portugueses desembarcaram em forças, e um combate feroz ocorreu na base recém-desenvolvida em Ponnani. Trinta e oito navios pertencentes a Kutti Ali foram queimados; um grande número de Mappilas foi morto, os coqueiros em ambas as margens do rio Panane foram cortados pelos Nairs de Cochim e casas, lojas e mesquitas foram destruídas. A cidade de Panane foi parcialmente queimada no ataque.   O corte dos coqueiros de uma região era considerado uma forma de punição aos moradores. Em 1528, uma frota portuguesa encurralou Kutti Ali na costa de Bankur e ele foi feito prisioneiro. 

### Tratado de Ponnani
O vice-rei português Garcia de Noronha assinou um tratado de paz com os Samorins de Calecute a bordo do navio S. Mateus em Panane em 1 de janeiro de 1540. Pelo acordo, denominado Tratado de Panane, os Samorins concederam aos portugueses o monopólio virtual do comércio de pimenta e gengibre em Calecute, aceitaram os cartazes portugueses para a navegação de embarcações árabes e deram garantias de não intervenção nas guerras dos portugueses com outras potências nativas [como Cochim].  
Termos do Tratado (1540)
- Os portugueses deveriam comprar toda a pimenta de Calecute à taxa de Cochim e gengibre a 92 fanams por bahar, e permitir que os Samutiri de Kozhikode enviassem 3,5 bahar de pimenta para Portugal por conta própria para cada 100 bahars comprados pelos portugueses. [14]
- Os portugueses concordaram em vender parte de sua mercadoria em Calecute, para que o Samorim pudesse receber suas taxas habituais de importação e fornecer aos Samorins de Calicute mercúrio, vermelhão e carvão . [18]
- O Tratado vinculava os portugueses também à neutralidade, mesmo que os Samorins de Calecute atacassem seus aliados. Em troca, os Samorins concordaram em aceitar os passaportes portugueses para os navios mouros. [8]

Em 1552, os Samorins de Calicute receberam ajuda de pesados canhões desembarcados em Panane, trazidos por um certo Yoosuf, um turco, que havia navegado contra os ventos das monções. Em 1566 e novamente em 1568, Kutti Pokkar de Panane e os seus homens capturaram dois navios portugueses. Cerca de mil soldados de um desses navios foram mortos à espada ou por afogamento. Kutti Pokkar foi mais tarde morto na costa de Mangalore, enquanto retornava de um ataque bem-sucedido ao forte português. 
Uma frota portuguesa de 40 navios sob o comando de Diogo de Meneses é conhecida por ter saqueado Panane, antes de 1570.   Também é sabido que Gil Eanes Mascarenhas abriu fogo de seus navios ao porto de Panane e matou grande número de nativos em 1582. Mascarenhas foi posteriormente capturado e executado pelas forças de Kunhali Marakkar. 
Os muçulmanos de Panane são conhecidos por terem participado ativamente do Cerco do Forte Chaliyam em 1571. 

### Forte português
Os portugueses haviam tentado anteriormente (por volta de 1528, sob o governo de Cunha) construir um forte na margem norte da foz do rio Vaikkal em Panane. Este pedaço de terra pertencia ao chefe de Bettem. Os navios vindos de Cochim com materiais de construção - como pedras e morteiros - chegaram perto de Vaikkal. Mas todos os navios, exceto um "navio com mastro", foram destruídos ao serem lançados na costa em uma tempestade. Alguns portugueses morreram afogados e alguns foram capturados. Os canhões recuperados ficaram com os Samorins de Calicute. 

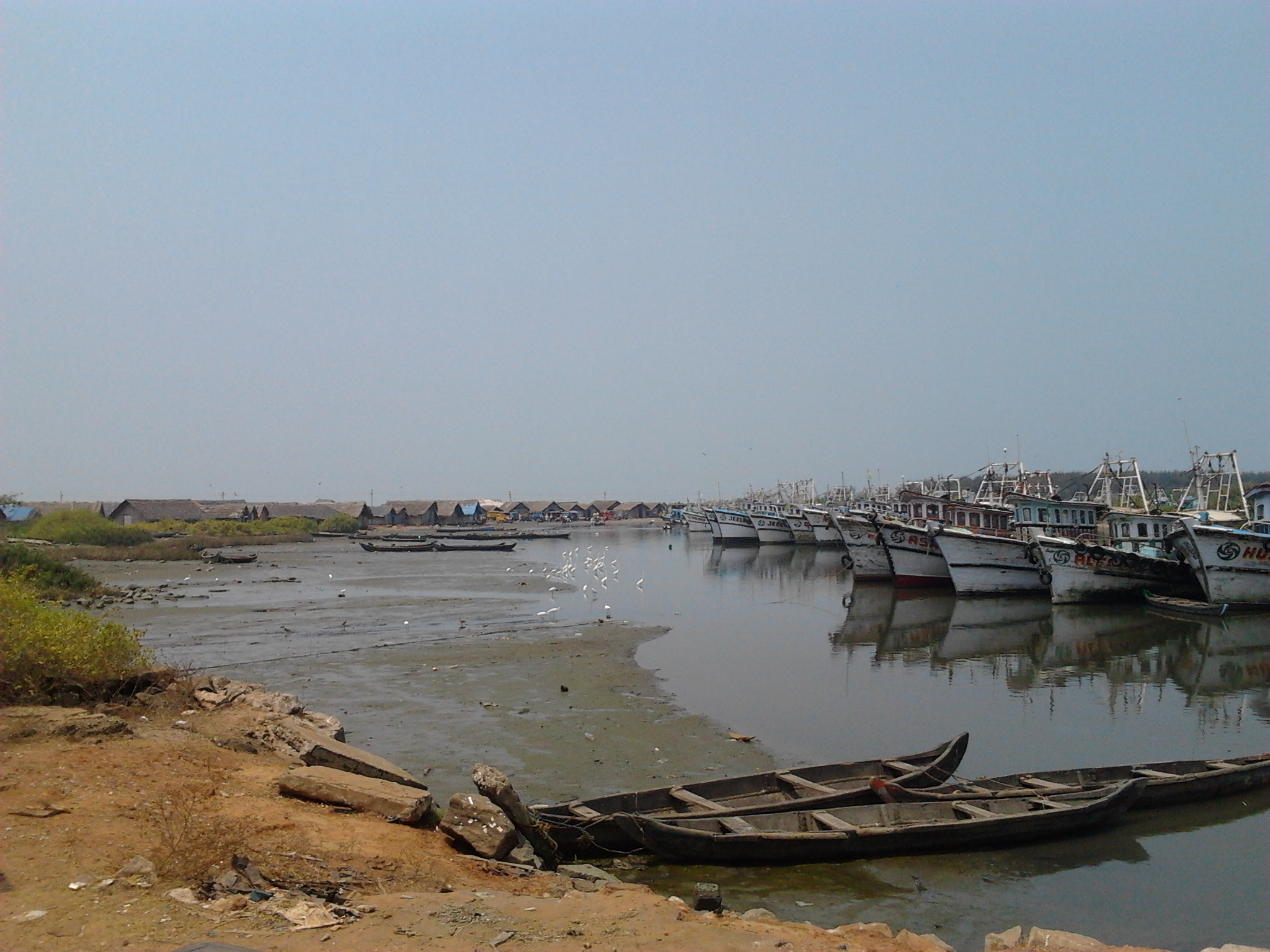
Porto Ponnani

Por acordo (1584) entre os Samorins e os portugueses, os portugueses tiveram uma fábrica, em vez de um forte, em Panane, obtendo em troca o direito de navegação dos muçulmanos aos portos de Guzerate, Pérsia e Arábia .  Dom Jerônimo Mascaranhas, que contribuiu para a assinatura do contrato com o governante de Calicute, foi nomeado capitão da fábrica de Panane.  A decisão foi profundamente ressentida pelo Kunhali Marakkar III. 
Duarte de Menezes confiou a Ruy Gonçalves da Câmara o comando de uma expedição determinada a erguer um forte em Panane. Gonçalves dirigiu-se a Panane, de onde despachou uma mensagem aos Samorim de Calicute, informando-o do objeto da sua visita e solicitando que o encontrasse a fim de selecionar um local adequado. O chefe de Calicute deixou Gonçalves esperando por algum tempo com o apelo de que seus brâmanes não puderam fixar uma data auspiciosa para que Gonçalves mandasse alguns presentes aos brâmanes, e eles rapidamente indicaram uma hora favorável para o efeito.  A construção de um forte português em Panane começou em 1585.  Gonçalves, com pressa de partir, ergueu apenas um forte de madeira. Rui Gomes de Gram, o primeiro Capitão do Forte, é conhecido por ter reforçado as defesas de Ponane. Derrubou as estruturas de madeira e ergueu uma de pedra de considerável resistência.   Gaspar Fagundes, que estava no Forte Panane em 1586, foi convidado pelo governador português a oferecer os seus serviços aos Samorim de Calicute contra o Kunhali Marakkar.  Por um acordo (1597) entre os Samorins de Calicute e os portugueses, os primeiros concordaram em ceder o local ao último para erigir uma igreja em Panane. 

### Presença Holandesa
Por um tratado assinado entre o almirante holandês Steven Van der Hagen e os Samorim de Calicute (11 de novembro de 1604), os holandeses foram autorizados a abrir uma fábrica em Panane em troca de sua ajuda contra os portugueses.  A fábrica serviu como posto avançado militar da Companhia Holandesa das Índias Orientais.  
Sabe-se que navios ingleses capitaneados por James Keeling, partindo de Surat, visitaram Panane por volta de 1615. 

### Sob os Sultões de Mysore
Haidar 'Ali, sultão de Mysore conquistou o norte de Kerala em 1766 e estabeleceu um posto avançado em Ponnani. Seu sucessor Fateh Ali Tipu (Tippu Sultan) desenvolveu o porto de Ponnani para o comércio e por razões estratégicas. Tipu considerava Ponnani um grande centro exportador de Malabar. 

### Resposta ao regime colonial britânico

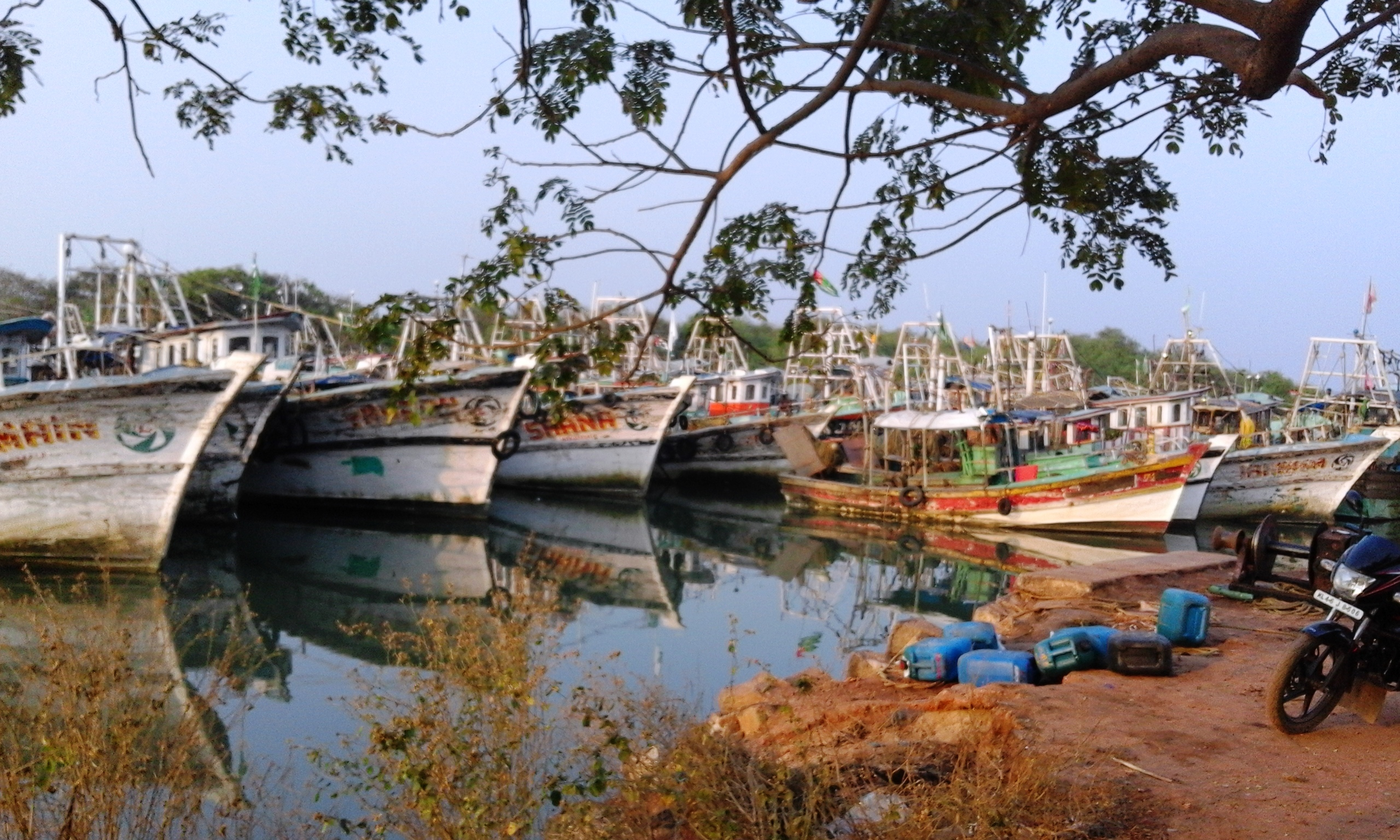
Barcos de pesca em Ponnani. Atualmente o porto de Ponnani está reduzido ao status de um grande centro de pesca

Ponnani foi um importante centro do movimento nacionalista indiano no distrito de Malabar durante o Raj britânico. Ali Musaliyar (1854 - 1921), um dos principais líderes da Rebelião Mappila de 1921, estudou na Madrasa Ponnani. Sayyid S. Makti Tangal (falecido em 1912), um influente reformador teológico Mappila, era natural de Ponnani. 
KV Raman Menon (1900–1974), conhecido como Ponnani Gandhi, era um renomado líder do Congresso Nacional Indiano da época que havia participado ativamente do movimento pela liberdade contra os britânicos no distrito de Malabar.  Ele foi um reformador social e um dos principais advogados do Tribunal de Ponnani. 
Atualmente, Ponnani é um dos principais centros pesqueiros de Malappuram . 

### Os Makhdums de Ponnani

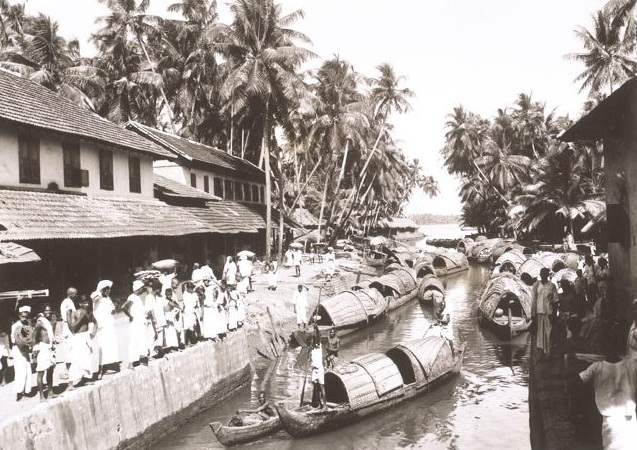
O Canal Ponnani em Panane (na década de 1930)

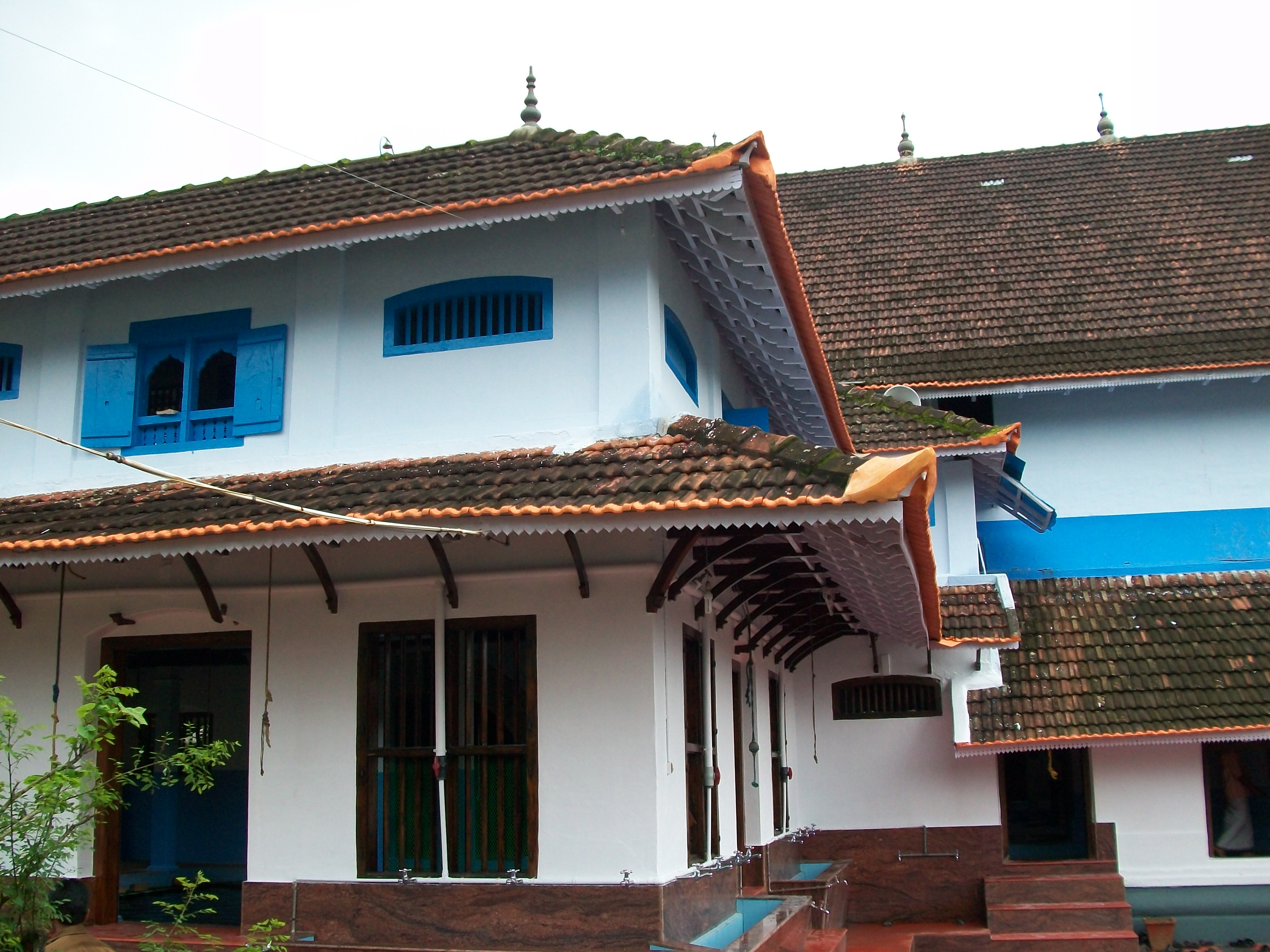
A mesquita Ponnani, uma vista do norte

Sabe-se que a família Makhdum navegou do Iêmen ao sul da Índia para propagar o Islã. A família estabeleceu-se inicialmente em Tamil Nadu (região de Ma'bar), antes de se mudar para Cochim (século XV) e mais tarde para Panane. 

## Demografia
O município de Ponnani Municipality tem uma população de 90 491 habitantes, pelo conso de 2011 na Índia. A média de literacia é de 90.00%.
Cerca de 68,31% da população são muçulmanos e 31,02% são hindus.  

## Atrações para visitantes
- Ponnani Jum'ah Masjid
- Mausoléu de Jarattingal Tangal
- Mausoléu de Makhdum Tangal
- Templo Trikkavu
- Kanda Kurumba Kavu
- Casa dos Makhdums
- Praia Ponnani
- Praia Patinjarekkara
- Ponnani Azhimukam
- Estrada Ponnani Karma
- Ponte Chamravattam
- Biyyam Kayal
- Ponte Suspensa Biyyam
- Parque Biyyam
- Porto Ponnani

## Geografia

### Transporte
- Aeroportos mais próximos: Calicut (CCJ)
- Estação ferroviária principal mais próxima: Kuttippuram e Tirur